# Noel Bailie
Noel Bailie, OBE (Belfast, 23 de fevereiro de 1971) é um ex-futebolista norte-irlandês que atuava como zagueiro.

## Carreira
Bailie dedicou toda sua carreira ao Linfield, que defendeu por 25 anos (incluindo as categorias de base, onde chegou em 1986, vindo do Hillsborough Boys Club). Estreou no time principal dos Blues em 30 de março de 1989, contra o Ballymena United, aos 17 anos de idade. Na temporada 1993-94, foi eleito o melhor jogador da Irlanda do Norte. Seu milésimo jogo oficial pelo Linfield foi no empate em 0 a 0 contra o Crusaders, em abril de 2010.
Após 22 anos de carreira, Bailie se despediu dos gramados em grande estilo: seu time, o Linfield, venceu o Portadown por 1 a 0, em sua 1013ª partida oficial, tornando-se, até então, o jogador que mais disputou jogos de futebol por um mesmo clube (número superado ainda em 2011 pelo goleiro Rogério Ceni). Em sua homenagem, o time de Belfast aposentou a camisa 11, e em 2013 foi agraciado com a Ordem do Império Britânico por suas contribuições ao futebol norte-irlandês.

## Seleção
Mesmo com uma longa carreira ao serviço do Linfield, Bailie nunca foi lembrado para defender a Seleção Norte-Irlandesa principal, embora tivesse jogado 3 vezes nos times de base (2 no Sub-21 entre 1990 e 1994 e 1 pela Seleção Sub-23, em 1990).

## Títulos
- IFA Premiership: 10

(1992–93, 1993–94, 1999–00, 2000–01, 2003–04, 2005–06, 2006–07, 2007–08, 2009–10, 2010–11)
- Copa da Irlanda do Norte: 8

(1993–94, 1994–95, 2001–02, 2005–06, 2006–07, 2007–08, 2009–10,2010-11)
- Copa da Liga da Irlanda do Norte: 8

(1991–92, 1993–94, 1997–98,1998-99,1999-00, 2001–02, 2005–06, 2007–08)
- Copa Ouro da Irlanda do Norte: 2

(1989–90, 1996–97)
- County Antrim Shield: 6

(1994-1995, 1997-1998, 2000-2001, 2003-2004, 2004-2005, 2005-2006)
- Setanta Sports Cup: 1

(2005)
- Ulster Cup: 1

(1992-1993)
- Flooldlit Cup: 2

(1993-1994, 1997-1998)